# Ultime grida dalla savana
Ultime grida dalla savana è un film del 1975, diretto da Antonio Climati e Mario Morra.

## Produzione
Il commento fuori campo è stato scritto da Alberto Moravia e letto da Giuseppe Rinaldi.
Il film uscì per poco tempo precedentemente come La grande caccia con un montaggio diverso.
Lo scarso successo di questa edizione portò, su richiesta della Titanus, Climati e Morra a rivedere completamente il film.

## La sequenza dell'uccisione di Pitt Doenitz da parte di una leonessa
Il film viene ricordato soprattutto per la sequenza, di circa due minuti, assente nella versione chiamata La grande caccia, dell'uccisione di un turista olandese, tale Pitt Doenitz (non un nome tipicamente olandese), da parte di una leonessa in un parco naturale in Angola (o in Namibia a seconda delle edizioni) sotto gli occhi di moglie e figli piccoli, dopo che il turista incautamente uscì dall'automobile. La sequenza, muta, girata con una cinepresa super 8 e che suscitò qualche perplessità già allora (a partire dalla vegetazione più mediterranea che della savana africana - si vedono anche dei pini - alla eccessiva lentezza della leonessa stessa nell'aggredire l'uomo, al pochissimo sangue fuoriuscito dalla vittima), in realtà venne totalmente costruita a tavolino. Franco Prosperi, che pur non comparendo come regista del film aiutò i due autori nella messa in scena, nel 2011 rivelò che venne tutto girato in un parco privato vicino a Formia, con leoni addomesticati. Nella sequenza si vede chiaramente che la vittima è interpretata da tre persone diverse (un biondo, un moro e addirittura un calvo) e che il cadavere poi portato via era in realtà un pupazzo creato da Carlo Rambaldi (che inserì il lavoro nel suo curriculum vitae destinato agli addetti ai lavori).

## Sequel
Un anno più tardi Climati e Morra diressero Savana violenta, promosso con la dicitura "Più impressionante del primo" nella locandina. Nel 1983 uscì Dolce e selvaggio.

## Citazioni e omaggi
- La scena del turista divorato e il titolo stesso del film sono citati nella canzone Cameroon del gruppo musicale Elio e le Storie Tese.